# Xianyuan (köpinghuvudort i Kina, Guizhou Sheng, lat 28,38, long 106,60)
Xianyuan (kinesiska: 仙源, 仙源镇) är en köpinghuvudort i Kina. Den ligger i provinsen Guizhou, i den sydvästra delen av landet, omkring 190 kilometer norr om provinshuvudstaden Guiyang. Antalet invånare är 18 282. Befolkningen består av 8 668 kvinnor och 9 614 män. Barn under 15 år utgör 22,0 %, vuxna 15-64 år 66 %, och äldre över 65 år 11,0 %.